# Casa del León

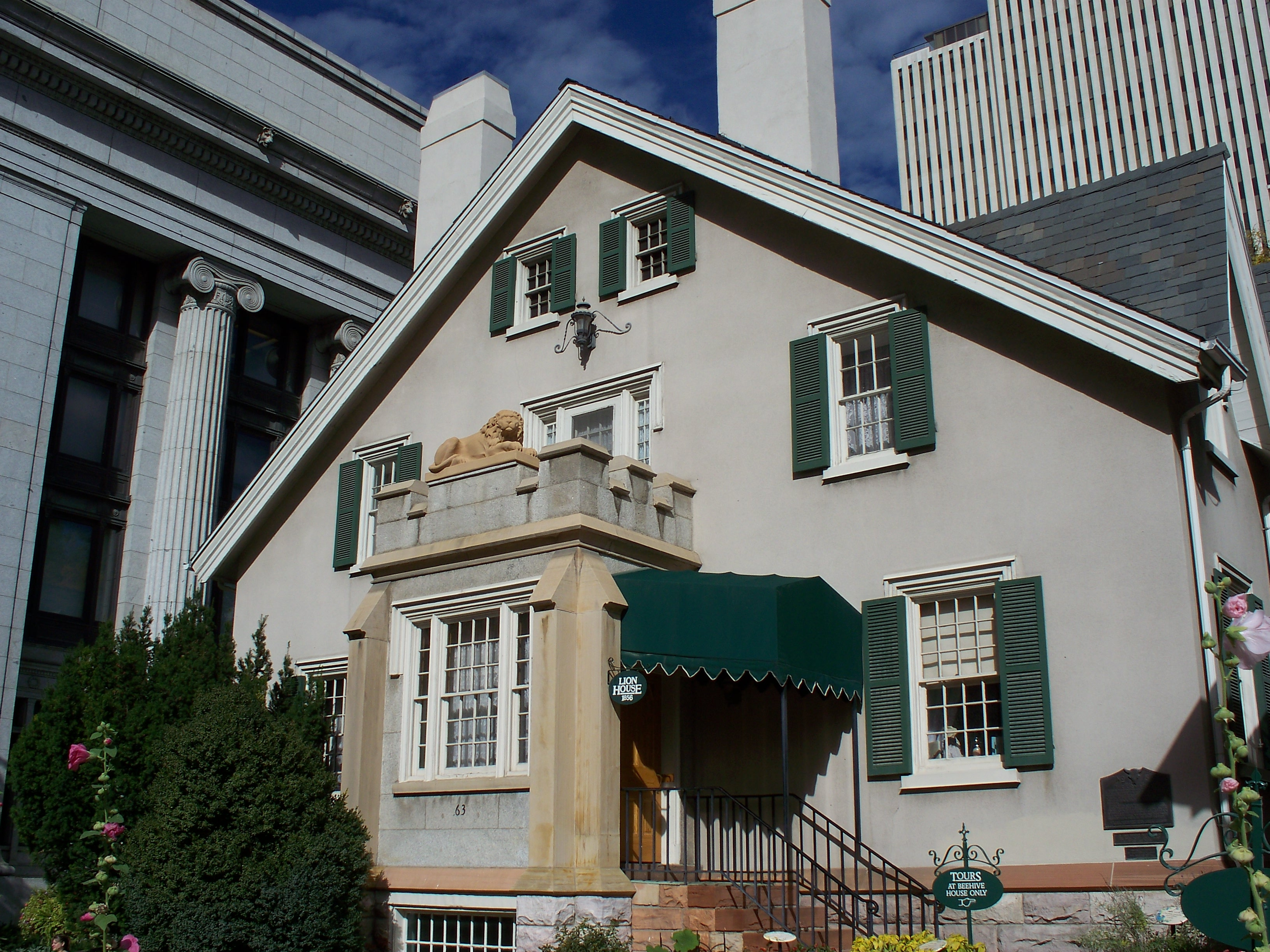
La Casa del León fue construida en 1856 por Brigham Young en Salt Lake City, Utah.

La Casa del León fue construida en 1856 por Brigham Young en Salt Lake City, Utah para acomodar a su familia de, aproximadamente, 27 mujeres y 56 niños.
Truman O. Angel, el cuñado de Brigham Young, que diseñó el Templo de Salt Lake City se vio también implicado en el diseño de esta casa, la cual debe su nombre a la estatua de un león delante de la entrada frontal, hecha por William Ward.
La casa está situada en el número 63 al este de la calle South Temple, cerca de la esquina que cruza con la Calle Estatal justo una cuadra al este de la Manzana del Templo. Colinda con otra casa oficial de Young, la Casa de la Colmeja.
Brigham Young murió en la Casa del León en 1877.